# Carbonbeton
Carbonbeton (auch Karbonbeton geschrieben) ist ein dem Stahlbeton ähnlicher synthetischer, nicht-metallischer Bau- und Verbundwerkstoff. Er besteht aus den zwei Komponenten Beton und einer Bewehrung aus Kohlenstofffasern (englisch auch carbon (fibers) genannt) in Form von Matten und Stäben. Die mattenartigen Bewehrungen werden – begründet durch den Herstellungsprozess – oft auch als Textil und der damit bewehrte Beton (oberbegrifflich) als Textilbeton bezeichnet.

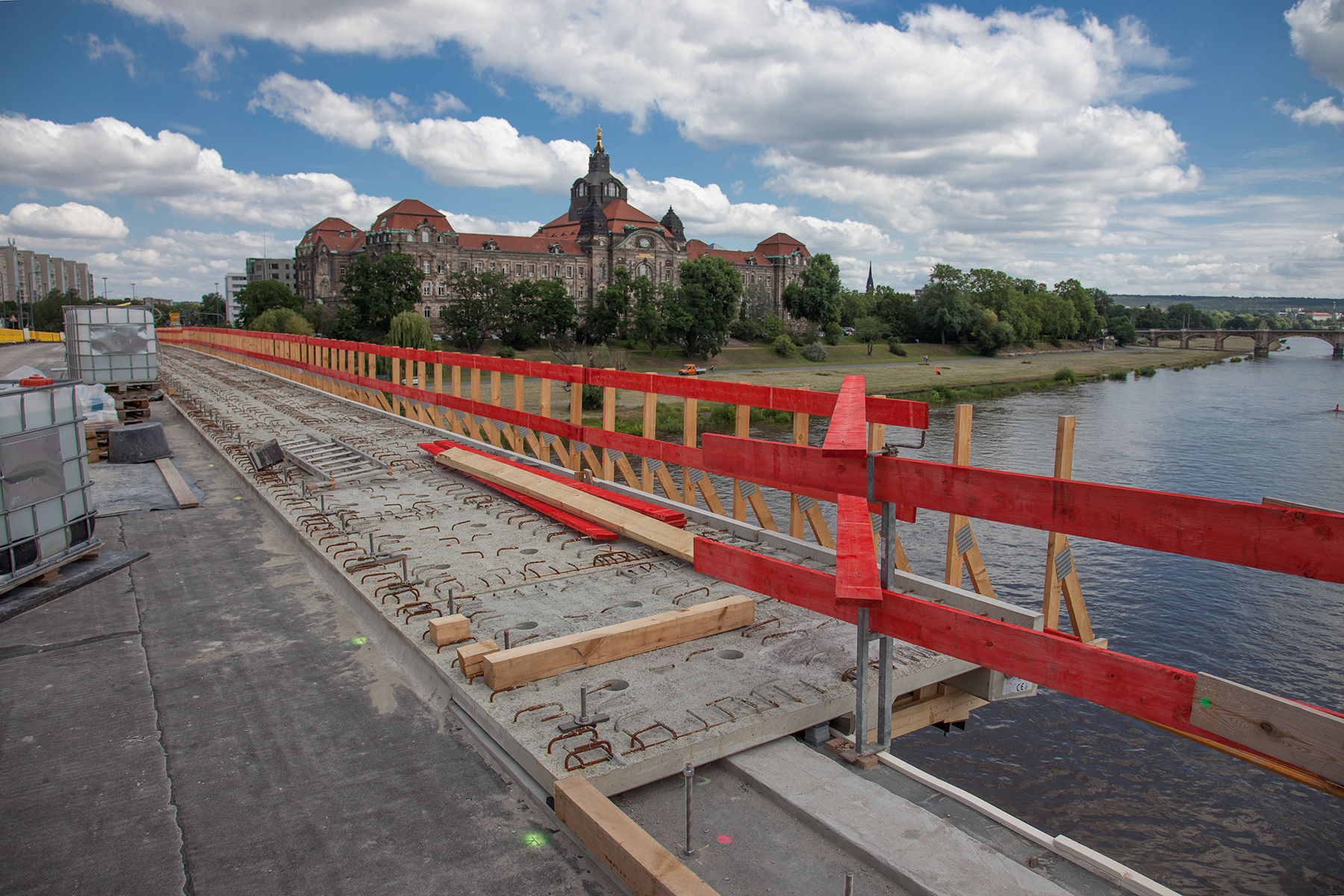
Verwendung von Carbonbeton-Fertigteilen bei einer Brückensanierung zur Verbreiterung der Nutzfläche

Der Begriff Carbonbeton umfasst mattenartige und stabförmige Bewehrungen aus Carbon, jedoch nicht alkaliresistentes Glas, Basalt usw. Im Gegensatz dazu umfasst der Begriff Textilbeton mattenartige Bewehrungen aus alkaliresistentem Glas und Carbon oder auch Basalt, jedoch keine stabförmigen Bewehrungen aus diesen Materialien. Somit ist der Carbonbeton weder ein Überbegriff noch eine Untergruppe des Textilbetons. Beide Bereiche haben vielmehr eine Schnittmenge bei der mattenartigen Bewehrung aus Carbon.
Im Gegensatz zum Stahlbeton, bei dem die Bewehrung aus Stahl ist, besteht die Bewehrung beim Carbonbeton aus zu Garnen oder Stäben weiterverarbeiteten Carbonendlosfasern (Filamenten). Das hierbei verwendete Carbonbewehrungsmaterial besitzt eine Zugfestigkeit von ca. 3000 N/mm² die damit höher als die des üblichen Bewehrungsstahls (ca. 550 N/mm²) ist, so dass im Vergleich weniger Bewehrungsmaterial benötigt wird. Er eignet sich sowohl zur Herstellung neuer als auch für die Verstärkung bestehender Bauteile. Als Betone kommen feinkörnige Betone mit einem Größtkorn von < 2 mm sowie Betone mit einem Größtkorn von <=8 mm zur Anwendung.
Bei Textilbeton werden technische Textilien, in der Regel Gelege, benutzt. Als Fasermaterial bewährt haben sich alkaliresistentes Glas und Carbonfasern.
Carbonbewehrung ist gegenüber den Beanspruchungen im Bauwesen chemisch inert und muss nicht wie die Stahlbewehrung durch eine mehrere Zentimeter dicke Betondeckung vor Korrosion geschützt werden. Für Bauteile aus Carbonbeton kann somit Material eingespart werden und deutlich dünner ausgeführt werden.
Die Bewehrung aus Carbon gibt es stab- und mattenförmig. Carbonkurzfasern haben derzeit lediglich untergeordnete Bedeutung und fallen nicht unter den Begriff Carbonbeton. Carbonstäbe werden in einem Pultrusionsprozess meist mit runden Querschnitten in verschiedenen Durchmessern hergestellt. Oft erfolgt eine Profilierung der Oberfläche, um eine gute Kraftübertragung zwischen Bewehrung und Beton zu erreichen. Die gitterartige Mattenbewehrung wird in einem textilverarbeitenden Prozess hergestellt, so dass diese oft auch die Bezeichnung Bewehrungstextil trägt. Der damit bewehrte Beton wird auch als Textilbeton bezeichnet. Die Mattenbewehrung wird mit verschiedenen Garnquerschnittsflächen und Gitterweiten angeboten. Es gibt einlagige 2D-Gelege und 3D-Bewehrungsstrukturen.

## Geschichte
Die Erforschung des Carbonbetons fußt in Deutschland auf den Forschungen zu Textilbeton im Rahmen zweier Sonderforschungsbereiche der Deutschen Forschungsgemeinschaft (DFG) in Dresden und Aachen in dem Zeitraum von 1999 bis 2011 – Sonderforschungsbereich 528 (Schwerpunkt Verstärkung, Sprecher: Manfred Curbach) in Dresden und Sonderforschungsbereich 532 (Schwerpunkt neue Bauteile, Sprecher: Prof. Josef Hegger) in Aachen. Die dabei gewonnenen wissenschaftlichen Erkenntnisse wurden sukzessive in die Praxis umgesetzt. Die Gründung des Deutschen Zentrums Textilbeton, des Tudalit e. V., der TUDATEX GmbH sowie der CarboCon GmbH sind das Ergebnis dieser intensiven Arbeit. Die Umsetzung in die Praxis entlang der gesamten Prozesskette – vom Werkstoff bis zum fertigen Bauteil – hat bereits begonnen und wird seit 2014 in Deutschlands größtem Forschungsprojekt im Bauwesen „C³ – Carbon Concrete Composite“ weitergeführt. Das C³-Projekt wird mit 45 Millionen Euro Fördermitteln des Bundesministeriums für Bildung und Forschung BMBF im Rahmen der Förderinitiative Zwanzig20 – Partnerschaft für Innovation unterstützt und hat über 160 Mitglieder (Stand 2019).

## Herstellverfahren

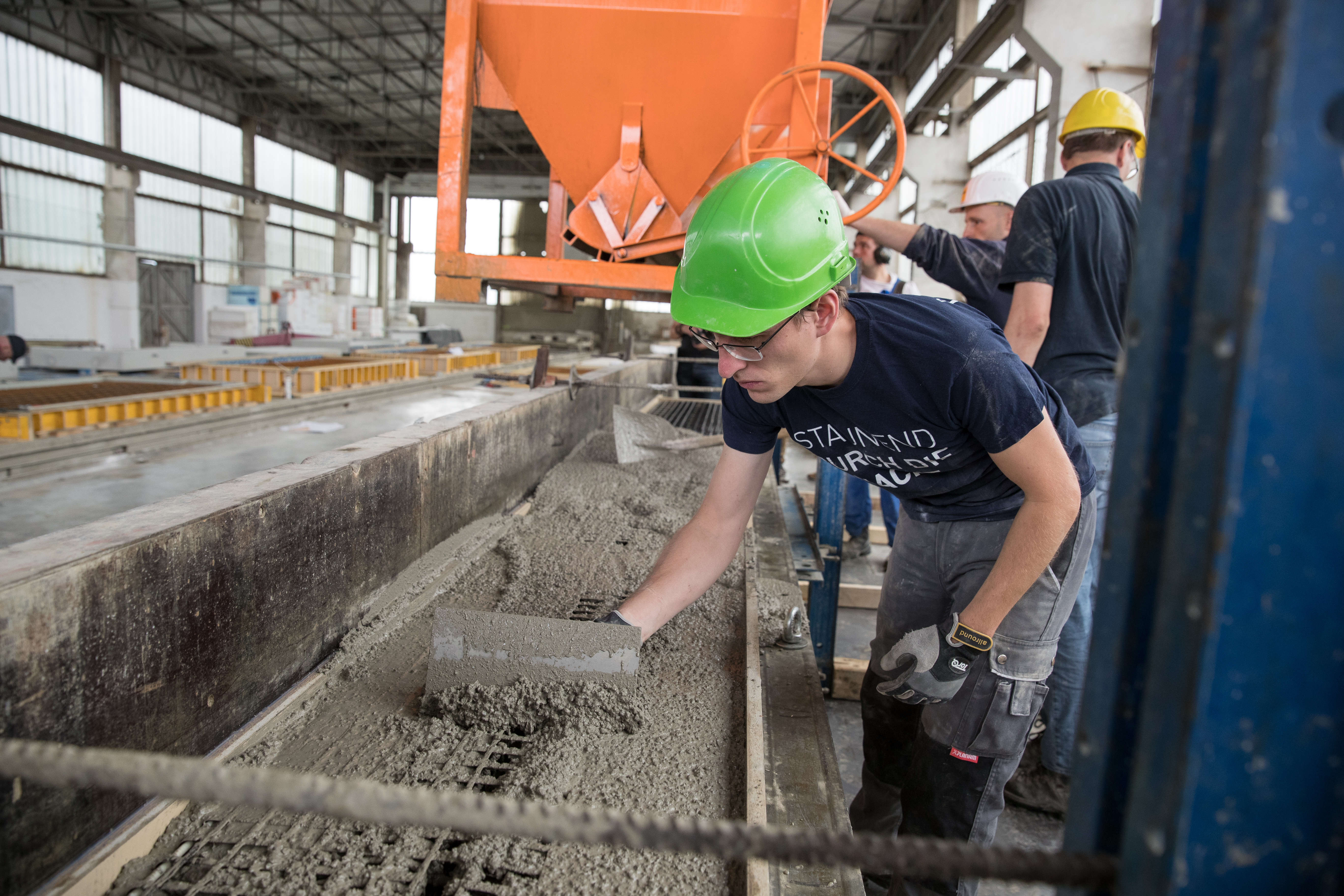
Herstellung eines 5 m langen Carbonbetonträgers im Gießverfahren

Die Herstellung von Carbonbeton erfolgt im Wesentlichen im Gieß- oder Laminierverfahren; aber auch Schleudern und Drucken sind möglich.
Das Gießverfahren wird vor allem für die Herstellung von Neubauteilen verwendet. Hierbei wird die Bewehrung zunächst in einer senkrechten oder waagerechten Schalung mit Hilfe von Abstandhaltern angeordnet. Anschließend wird das Bauteil in einem Arbeitsschritt betoniert. Dieses Verfahren ist bereits aus der Stahlbetonherstellung bekannt.

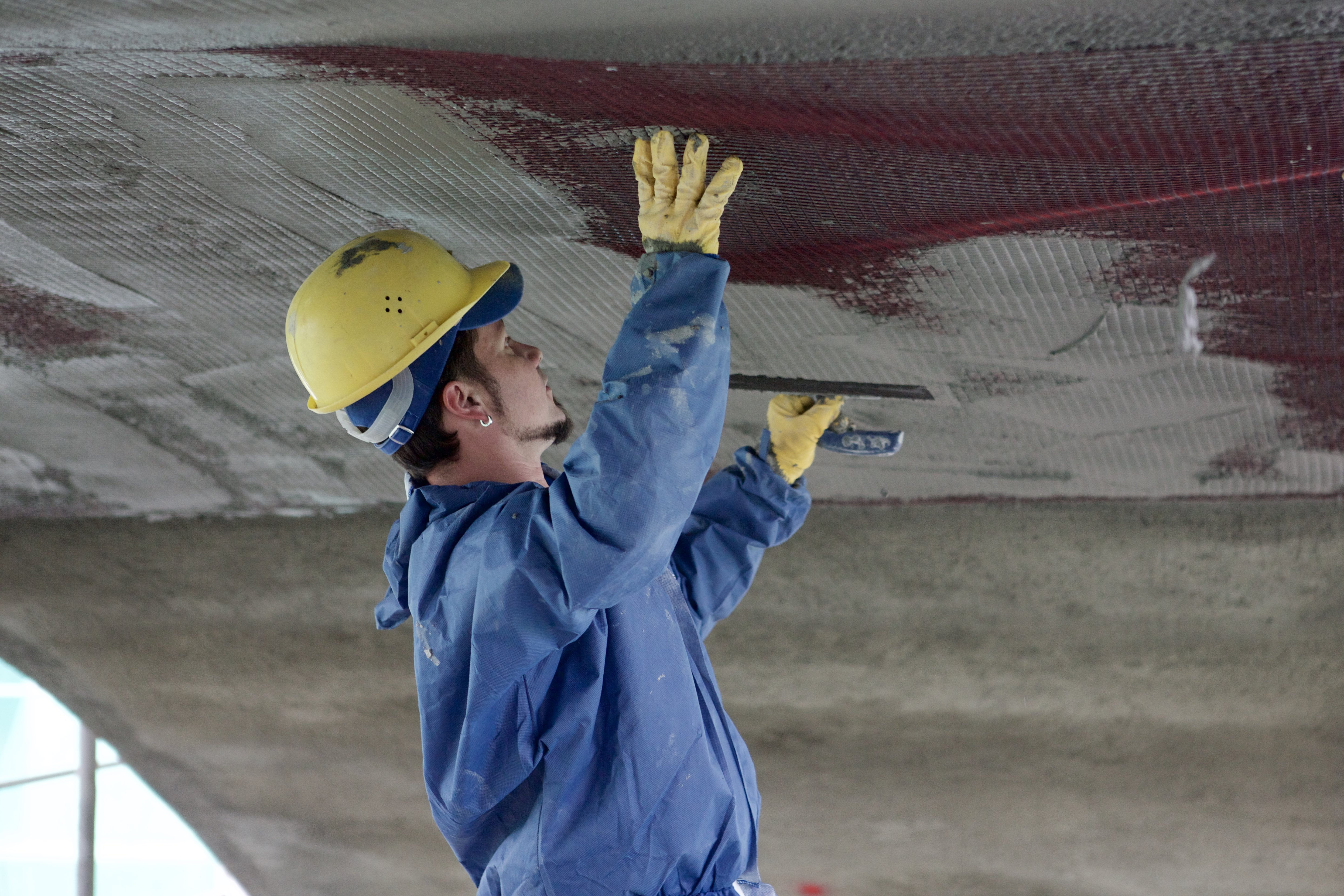
Instandsetzung einer alten Eisenbahn-Bogenbrücke im Laminierverfahren

Das Laminierverfahren wird bevorzugt bei der Verstärkung von Bauwerken eingesetzt. Hier wird zunächst eine ca. 3–5 mm dicke Schicht Feinbeton auf den Untergrund (ein bestehendes Bauwerk oder eine Schalung) aufgetragen. In diese Schicht wird die erste Lage textiler Bewehrung leicht eingedrückt. Anschließend werden die Arbeitsschritte Betonauftragen und Textile-Bewehrung-Einlegen so oft wiederholt, bis die gewünschte Lagenanzahl erreicht ist. Den Abschluss bildet eine dünne Feinbetonschicht. Der Feinbeton kann händisch oder im Sprühverfahren aufgebracht werden. Abstandhalter zur Lagesicherung sind nicht notwendig.
Das Schleudern erfolgt ähnlich wie beim Stahlbeton. Hier wird die Bewehrung meist in einer zylindrischen Schalung angeordnet, die anschließend mit Beton gefüllt wird. Durch das Schleudern erfolgt die Formgebung zu einem rohrähnlichen Querschnitt.
Das Drucken von Betonbauteilen ist aktuell noch Bestandteil der Forschung und wird in der Baupraxis noch nicht/kaum angewendet. Herausfordernd ist das gleichzeitige Anordnen des Betons und der Bewehrung beim Drucken. Ein Lösungsansatz ist das Ablegen von Carbongarnen beim Druckvorgang.

## Anwendungen
Die ersten bekannten Anwendungen von Carbonbewehrungen innerhalb von Praxisprojekten reichen in die 1990er Jahre zurück. Hier wurden u. a. in Kanada und Japan in Teilbereichen von Brücken stabförmige Carbonbewehrungen eingesetzt. In den USA kamen vor allem in den letzten 10 Jahren stabförmigen Carbonbewehrungen im Brückenbau zum Einsatz. In Deutschland lag der Schwerpunkt der Anwendungen bisher auf den mattenartigen/textilen Bewehrungen aus Carbon. Der Anwendungsbereich wird in Neubau und Sanierung/Verstärkung eingeteilt.

### Neubau

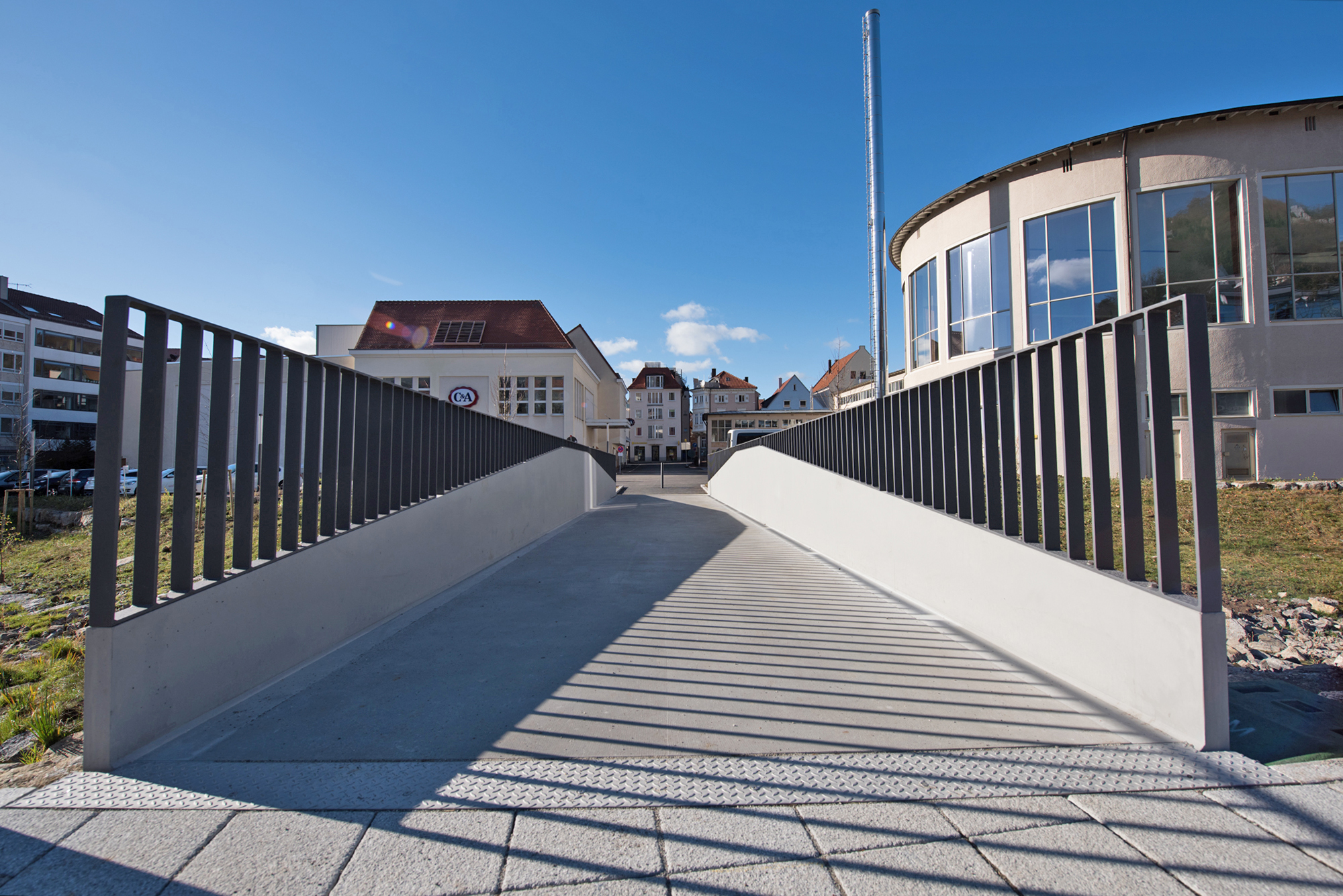
Trogbrücke aus Carbonbeton in Albstadt-Ebingen

Die meisten Praxisprojekte sind im Bereich der Fassaden, Verkleidungen und Wandkonstruktionen zu finden. Betonplatten mit einer Bewehrung aus Carbon und/oder Glas und Dicken von nur 10 bis 30 mm bieten eine Alternative/Ergänzung zu den bereits etablierten Stahlbetonlösungen, deren Bauteildicken meist weit über 70 mm liegen. Die großen Platten, mit Plattengrößen von bis zu 3 × 5 m, werden vor allem mit Carbon bewehrt. Neben dem Fassadenbereich kommen die Betonplatten auch zur Verkleidung weiterer Konstruktionen zum Einsatz. Als Beispiel kann hier die Verkleidung der weltweit höchsten Brückenpylone der Yavuz-Sultan-Selim-Brücke über den Bosporus in Istanbul genannt werden.
Die erstmals ausschließlich mit Carbon bewehrte Brücke wurde in Albstadt-Ebingen errichtet. Die Brücke hat eine Breite von 3 m, eine Spannweite von 15 m und ein Gewicht von ca. 14 t. Die Fahrbahndicke beträgt 9 cm und die Dicke der Brüstung 7 cm. Die Brücke kann mit einem Räum- und Streufahrzeug mit einem Gewicht von bis zu 10 t befahren werden.

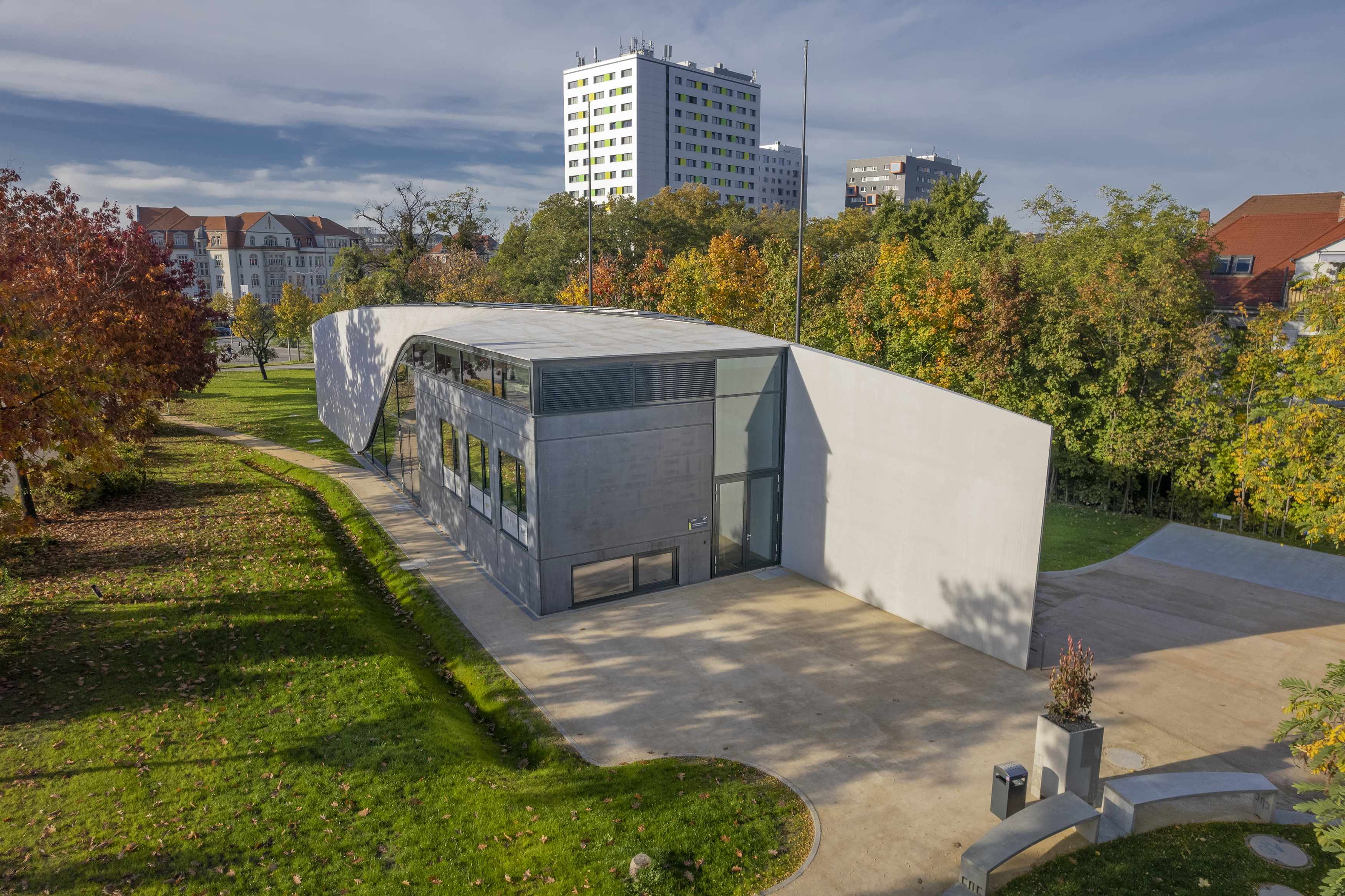
Das Carbonbetongebäude Carbon Concrete Cube (CCC) der TU Dresden

Im Rahmen der Sanierung zweier weiterer Straßenbrücken in Albstadt (Ortsteile Margrethausen und Pfeffingen) wurden die vorhandenen Stahlbetonbauteile der beiden alten Brücken durch filigrane und dauerhafte Carbonbetonbauteile ersetzt. Beide Brücken mit unterschiedlichen Geometrien basieren auf dem gleichen Tragsystem. In Längsrichtung erfolgt der Lastabtrag über Stahlträger und für die Querrichtung werden zwei Carbonbetonplatten verwendet, die an der dünnsten Stelle nur 14 cm dick sind. Die dünnen Elemente werden auf den Stahlträgern verlegt und tragen die vertikalen und horizontalen Lasten in die Stahlunterkonstruktion ab. Die 5,7 m breite und 6,5 m lange Brücke in Margrethausen ist für eine Belastung von bis zu 24 t zugelassen. Die Schwesterbrücke in Pfeffingen ist knapp 4 m länger und etwa 2 m schmaler und hat eine zulässige Gesamtlast von 40 t. Über das Kuppritzer Wasser in Wurschen im Landkreis Bautzen ist im Jahr 2021 die erste Brücke fertiggestellt worden, deren Überbau ausschließlich aus Carbonbeton besteht und die für den Schwerlastverkehr mit einem Fahrzeuggewicht von über 40 t zugelassen ist. Für die Brücke der Staatsstraße 111 wurden sowohl Stäbe als auch Matten aus Carbon eingesetzt.
Auf dem Gelände der Technischen Universität Dresden, an der Einsteinstraße 12, steht das weltweit erste Gebäude, das komplett aus Carbonbeton errichtet wurde. Das „Carbon Concrete Cube“ genannte Gebäude ist mit Ausnahme der Fenster-Stahl-Glaskonstruktion komplett aus Beton mit nichtmetallischer Bewehrung gebaut worden. Der Cube setzt sich aus zwei doppelt gekrümmten Twist-Schalen und einem aus Carbonbetonfertigteilen bestehenden zweigeschossigen Kubus – der Box – zusammen, der im Fertigteilwerk der Betonwerk Oschatz GmbH hergestellt wurde. Die Herstellung der gekrümmten Twist-Schalen erfolgte ausschließlich auf der Baustelle unter Einsatz von Spritzbeton. Nach zweieinhalbjähriger Bauzeit wurde das 220 m² große Haus am 28. September 2022 feierlich eingeweiht. Der CUBE steht als ein repräsentatives Demonstrations- und Versuchsgebäude für die Carbonbetonbauweise und die Entwicklung beispielgebender Bauteile aus Carbon zur Verfügung. Gefördert wurde das Projekt durch das Bundesministerium für Bildung und Forschung.

### Sanierung/Verstärkung

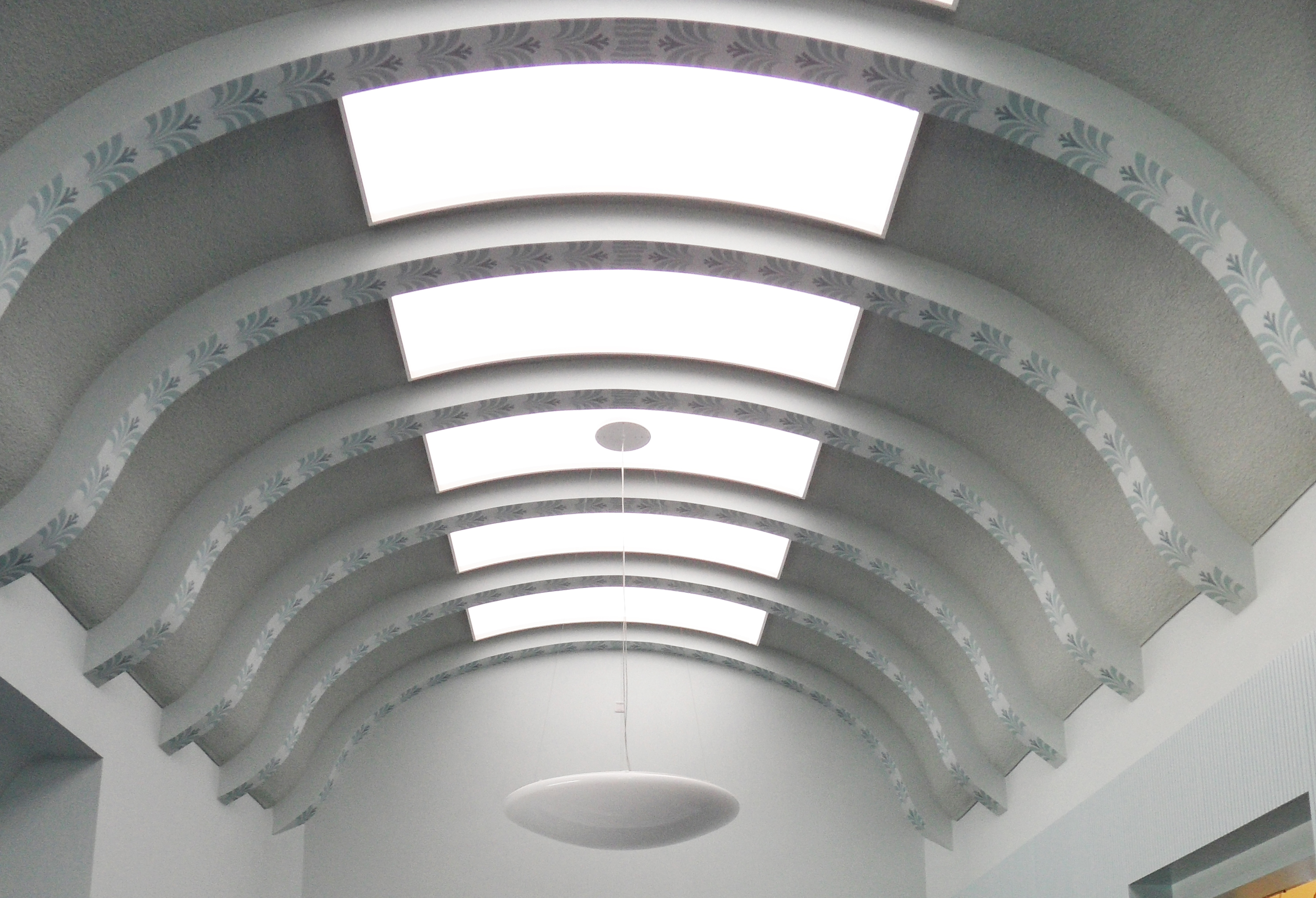
Denkmalgeschütztes Tonnendach nach der Sanierung

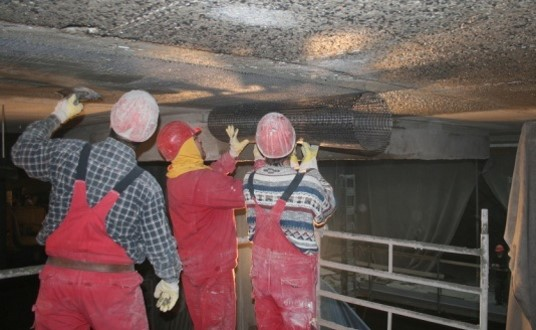
Deckenverstärkung mit Carbonbeton in einem neu errichteten Wohn- und Geschäftshaus in Prag

Bereits seit 10 Jahren kommt Carbonbeton bei der Sanierung und Verstärkung mehrerer denkmalgeschützter Schalen- und Kuppelkonstruktionen zum Einsatz. Als eine der ersten Anwendungen ist die Verstärkung einer Hyparschale in Schweinfurt aus dem Jahr 1960 zu nennen. Die Verstärkung eines Tonnendaches in Zwickau aus dem Jahr 1903 kann in diesem Zusammenhang ebenfalls aufgeführt werden. Bei beiden nur 8 cm dicken Stahlbetonkonstruktionen wurde die vorhandene Tragfähigkeit mit ca. 1–2 cm dicken Carbonbetonschichten auf das heute geforderte Niveau erhöht. Vor allem durch den sehr dünnen Schichtenauftrag kann man dem Wunsch des Denkmalschutzes – das ursprüngliche Erscheinungsbild zu erhalten – gerecht werden. Neben dem Bereich des Denkmalschutzes wird Carbonbeton vor allem zur klassischen Verstärkung von Stahlbetongeschossdecken verwendet. Unter anderem wurden die Decken in einem neu errichteten Wohn- und Geschäftshaus in Prag verstärkt. Die punktgestützten Stahlbetonplatten sind 30 m × 70 m groß und haben eine Dicke von 23 cm. Die Decken zeigten Durchbiegungen von bis zu 15 cm und eine nicht ausreichende Tragfähigkeit. Die Verstärkung erfolgte mit Carbonbeton auf der Unterseite.
Des Weiteren wurde Carbonbeton bereits zur Sanierung von zwei Silos eingesetzt. Das erste zylindrische Stahlbetonsilo hat ein Fassungsvermögen von 20.000 t Zucker, einen Außendurchmesser von ca. 30 m und eine Höhe von ca. 45 m. Die Innenseite des Silos wies zahlreiche Risse mit großen Rissweiten auf. Das zweite Silo mit einem Fassungsvermögen von 80.000 t Zucker war durch einen Brand an der Innenseite beschädigt. Die Oberflächen beider Silos wurden mit einer Carbonbetonschicht saniert.
Als erste größere Carbonbetonanwendung bei der Sanierung von Straßenbrücken können die Sanierung einer Einfeldbrücke im Jahr 2012 und die Sanierung einer Mehrfeldbrücke im Jahr 2014 genannt werden. Beide Stahlbetonbrücken erhielten eine direkt befahrbare Carbonbetonschicht als Aufbeton. Bei einer Eisenbahnbogenbrücke aus dem Jahr 1910 wiesen die bis zu 19 m weit gespannten Bögen Risse mit großen Rissweiten auf. Diese mussten saniert und mit einer Bewehrung überspannt werden. Die Sanierung erfolgte mit einer vollflächigen Carbonbetonschicht an den Unterseiten der Bögen.
Eine weitere erfolgreiche Brückensanierung mit Carbonbeton konnte in Naumburg an der Saale realisiert werden. Hier wurde die historische Brücke Thainburg im Bestand bewahrt und der schlanke Bogen der Brücke konnte somit erhalten werden. Die Verstärkungsschichten mit Carbonbeton betrugen lediglich 9 mm auf der Unterseite der Brücke und 6 mm auf der Oberseite.

## Vorteile
Ein signifikanter Vorteil der Carbonbewehrung gegenüber der am häufigsten verwendeten Stahlbewehrung liegt in der Korrosionsbeständigkeit, die zunächst eine deutlich längere Lebensdauer der Betonkonstruktionen ermöglicht. Da die Carbonbewehrung nicht wie die Stahlbewehrung vor Korrosion geschützt werden muss, kann auch die Betonüberdeckung, die beim Stahlbeton mehrere Zentimeter beträgt, auf wenige Millimeter reduziert werden. Deutlich dünnere Konstruktionen und Materialeinsparung von über 50 % sind möglich. Fassadenplatten, die mit Stahlbeton in einer Dicke von 7–8 cm ausgeführt werden, sind mit Carbonbeton nur noch 2–3 cm dick. Schichten zur Verstärkung von Bauwerken sind aus Stahlbeton ebenfalls ca. 7 cm dick – aus Carbonbeton beträgt die Dicke nur 1–2 cm.
Verglichen mit Bewehrungsstahl ist Carbon viermal leichter (Dichte 1,8 g/cm³ statt 7,8 g/cm³) und fünf- bis sechsmal tragfähiger (3.000 N/mm² statt 500 N/mm²). Carbon ist damit mehr als 20-mal leistungsfähiger als Bewehrungsstahl. Deutlich weniger Material wird benötigt, was vor allem beim Preisvergleich zu berücksichtigen ist.
Aktuelle Forschungsergebnisse zeigen, dass nach dem Ende der Nutzungszeit Carbon und Beton, mit bereits heute üblicher Technik, wieder getrennt werden können. Ein Reinheitsgrad von 97 % wird erreicht. Anschließend kann der Beton im Betonrecycling und das Carbon im Carbonrecycling – also dort wo auch Sportartikel, Autos, Flugzeuge usw. – recycelt werden.

## Nachteile
Ein Nachteil ist die bisher weitgehend fehlende Automatisierung bei der Herstellung von Carbonbetonbauteilen. In Fertigteilwerken werden die Bewehrungen oft noch händisch zugeschnitten und Roboter (z. B. Schweißroboter, wie für den Stahlbeton) sind kaum vorhanden. Ein weiterer Nachteil von Carbonbeton ist die geringe Erfahrung bezüglich des Recyclings. Auch wenn Carbon und Beton bereits getrennt und recycelt werden können, fehlen im Bauwesen (wie auch in anderen Branchen) weitgehend Produkte, in denen recycelte Carbonfasern genutzt werden. Dies wird ein Schwerpunkt der Forschung der kommenden Jahre sein.

## Preis-Leistungs-Verhältnis
Carbon und Stahl liegen derzeit (Stand 2019) hinsichtlich der Leistungsfähigkeit preislich auf Augenhöhe. Ein Kilogramm Stahl kostet nur ca. 1 Euro, 1 Kilogramm Carbon dagegen ca. 16 Euro. Die Dichte von Carbon ist allerdings viermal geringer und die Festigkeit sechsmal höher. Somit bekommt man für den 16-fachen Preis die 24-fache Leistungsfähigkeit. Daher wäre rein rechnerisch Carbon schon heute preiswerter als Stahl.
Positiv zu Buche schlägt für Carbonbeton im Preisvergleich mit Stahlbeton der deutlich reduzierte Materialeinsatz. Fassadenplatten oder Verstärkungsschichten mit Carbonbeton beispielsweise sind nur noch etwa 2 cm dick statt wie bei Stahlbeton mindestens 8 cm. Dies bedeutet, dass rund 75 % weniger Material hergestellt, transportiert, eingebaut sowie verankert werden müssen. Da die Produktion von Stahlbeton im Fertigteilwerk im Vergleich zu der von Carbonbeton inzwischen stark optimiert und automatisiert ist, sind Stahlbetonteile jedoch meist preiswerter als die oft noch manuell hergestellten Carbonbetonteile.